# Kilowattstunde pro Meter
Kilowattstunde pro Meter (kurz: kWh/m) ist eine metrische Maßeinheit des Heizwertes von elektrischen Kabeln und Leitungen. In diesem Zusammenhang wird die Maßeinheit auch als Brandlastwert bezeichnet. Die Angabe ist in den Datenblättern der Kabel enthalten und erleichtert die Ermittlung der Brandlast in Gebäuden. Der Wert ist abhängig von dem verwendeten Isolationswerkstoff (in der Regel Kunststoff) und dessen Gewichtsanteil am Kabelgewicht.
Es gibt hinsichtlich der Bewertung und Begrenzung von Brandfolgerisiken von Land zu Land unterschiedliche gesetzliche Regelungen und Normen. Entsprechend den geltenden Landesbauverordnungen für Gebäude gibt es bestimmte Grenzwerte hinsichtlich der Anhäufung brennbarer, direkt mit dem Gebäude verbundener Teile, also auch Kabel und Leitungen, die bei der Brandlastberechnung mit einbezogen werden.

## Andere Einheiten
Die SI-Einheit ist Joule pro Meter (J/m), und es gilt der Umrechnungsfaktor
{\displaystyle 1\,\mathrm {\frac {kWh}{m}} =3{,}6\,\mathrm {\frac {MJ}{m}} }.
Alternativ können auch andere Präfixe, wie zum Beispiel Megawattstunde pro Meter (MWh/m), verwendet werden.
In alten Kabeldatenblättern ist auch die Angabe in Kilokalorie pro Meter (kcal/m) möglich.

## Beispieldatenblätter
- Datenblatt Brandmeldekabel J-H(St)H...Bd
- Datenblatt Lichtwellenleiterkabel A-DQ(ZN)2Y(SR)2Y (Beispiel für MJ/m)